# Vuelta a España 2012
67. edycja Vuelta a España odbyła się w dniach od 18 sierpnia do 9 września 2012 roku.

## Uczestnicy
| Numery  | Kod | Drużyna           |
| ------- | --- | ----------------- |
| 1-9     | MOV | Movistar Team     |
| 11-19   | ALM | Ag2r-La Mondiale  |
| 21-29   | ACG | Andalucía         |
| 31-39   | AST | Pro Team Astana   |
| 41-49   | BMC | BMC Racing Team   |
| 51-59   | CJR | Caja Rural        |
| 61-69   | COF | Cofidis           |
| 71-79   | EUS | Euskaltel-Euskadi |
| 81-89   | FDJ | FDJ-BigMat        |
| 91-99   | GRS | Garmin-Sharp      |
| 101-109 | KAT | Team Katusha      |

| Numery  | Kod | Drużyna                     |
| ------- | --- | --------------------------- |
| 111-119 | LAM | Lampre-ISD                  |
| 121-129 | LIQ | Liquigas-Cannondale         |
| 131-139 | LTB | Lotto-Belisol               |
| 141-149 | OPQ | Omega Pharma-Quick Step     |
| 151-159 | OGE | Orica-GreenEDGE             |
| 161-169 | RAB | Rabobank Cycling Team       |
| 171-179 | RNT | RadioShack-Nissan           |
| 181-189 | SKY | Sky Procycling              |
| 191-199 | ARG | Argos-Shimano               |
| 201-209 | STB | Team Saxo Bank-Tinkoff Bank |
| 211-219 | VCD | Vacansoleil-DCM             |

## Lista etapów
| Etap | Data        | Miasta                                | Długość       | Typ           | Zwycięzca etapu    | Lider po etapie      |               |
| ---- | ----------- | ------------------------------------- | ------------- | ------------- | ------------------ | -------------------- | ------------- |
| 1.   | 18 sierpnia | Pamplona                              | 16,2 km (TTT) |               | Movistar Team      | Jonathan Castroviejo |               |
| 2.   | 19 sierpnia | Pamplona – Viana                      | 180 km        |               | John Degenkolb     | Jonathan Castroviejo |               |
| 3.   | 20 sierpnia | Oion – Arrate                         | 155 km        |               | Alejandro Valverde | Alejandro Valverde   |               |
| 4.   | 21 sierpnia | Barakaldo – Valdezcaray               | 153 km        |               | Simon Clarke       | Joaquim Rodríguez    |               |
| 5.   | 22 sierpnia | Logroño – Logroño                     | 172 km        |               | John Degenkolb     | Joaquim Rodríguez    |               |
| 6.   | 23 sierpnia | Tarazona – El Fuerte del Rapitán      | 174 km        |               | Joaquim Rodríguez  | Joaquim Rodríguez    |               |
| 7.   | 24 sierpnia | Jaca – Motorland                      | 160 km        |               | John Degenkolb     | Joaquim Rodríguez    |               |
| 8.   | 25 sierpnia | Lleida – Coll de la Gallina           | 175 km        |               | Alejandro Valverde | Joaquim Rodríguez    |               |
| 9.   | 26 sierpnia | Andorra – Barcelona                   | 194 km        |               | Philippe Gilbert   | Joaquim Rodríguez    |               |
|      | 27 sierpnia | Dzień przerwy                         | Dzień przerwy | Dzień przerwy | Dzień przerwy      | Dzień przerwy        | Dzień przerwy |
| 10.  | 28 sierpnia | Ponteareas – Sanxenxo                 | 166 km        |               | John Degenkolb     | Joaquim Rodríguez    |               |
| 11.  | 29 sierpnia | Cambados – Pontevedra                 | 40 km (ITT)   |               | Fredrik Kessiakoff | Joaquim Rodríguez    |               |
| 12.  | 30 sierpnia | Vilagarcía – Mirador de Ezaro         | 184,6 km      |               | Joaquim Rodríguez  | Joaquim Rodríguez    |               |
| 13.  | 31 sierpnia | Santiago de Compostela – Ferrol       | 172,7 km      |               | Steve Cummings     | Joaquim Rodríguez    |               |
| 14.  | 1 września  | Palas do Rei – Los Ancares            | 152 km        |               | Joaquim Rodríguez  | Joaquim Rodríguez    |               |
| 15.  | 2 września  | La Robla – Lagos de Covadonga         | 186,7 km      |               | Antonio Piedra     | Joaquim Rodríguez    |               |
| 16.  | 3 września  | Gijón – Cuitu Negro                   | 185 km        |               | Dario Cataldo      | Joaquim Rodríguez    |               |
|      | 4 września  | Dzień przerwy                         | Dzień przerwy | Dzień przerwy | Dzień przerwy      | Dzień przerwy        | Dzień przerwy |
| 17.  | 5 września  | Santander – Fuente Dé                 | 177 km        |               | Alberto Contador   | Alberto Contador     |               |
| 18.  | 6 września  | Aguilar de Campoo – Valladolid        | 186,4 km      |               | Daniele Bennati    | Alberto Contador     |               |
| 19.  | 7 września  | Peñafiel – La Lastrilla               | 169 km        |               | Philippe Gilbert   | Alberto Contador     |               |
| 20.  | 8 września  | Palazuelo del Eresma – Bola del Mundo | 169,5 km      |               | Denis Mienszow     | Alberto Contador     |               |
| 21.  | 9 września  | Cercedilla – Madryt                   | 111,9 km      |               | John Degenkolb     | Alberto Contador     |               |

### Etap 1 – 18.08: Pamplona > Pamplona, 16,2 km (TTT)
| # | Zespół                  | Czas    |
| - | ----------------------- | ------- |
| 1 | Movistar Team           | 18' 51" |
| 2 | Omega Pharma-Quick Step | + 10"   |
| 3 | Rabobank Cycling Team   | + 10"   |

| #   | Zawodnik             | Zespół | Czas     |
| --- | -------------------- | ------ | -------- |
| 1   | Jonathan Castroviejo | MOV    | 18' 51"  |
| 2   | Javier Moreno        | MOV    | + 0"     |
| 3   | Beñat Intxausti      | MOV    | + 0"     |
|     |                      |        |          |
| 39  | Rafał Majka          | SBS    | + 14"    |
| 68  | Tomasz Marczyński    | VCD    | + 35"    |
| 79  | Maciej Bodnar        | LIQ    | + 41"    |
| 88  | Przemysław Niemiec   | LAM    | + 54"    |
| 119 | Maciej Paterski      | LIQ    | + 1' 07" |

### Etap 2 – 19.08: Pamplona > Viana, 181,4 km
| #   | Zawodnik           | Zespół | Czas       |
| --- | ------------------ | ------ | ---------- |
| 1   | John Degenkolb     | ARG    | 4h 38' 40" |
| 2   | Allan Davis        | OGE    | + 0"       |
| 3   | Ben Swift          | SKY    | + 0"       |
|     |                    |        |            |
| 28  | Maciej Paterski    | LIQ    | + 0"       |
| 40  | Przemysław Niemiec | LAM    | + 0"       |
| 62  | Maciej Bodnar      | LIQ    | + 0"       |
| 99  | Tomasz Marczyński  | VCD    | + 0"       |
| 140 | Rafał Majka        | SBS    | + 0"       |

| #   | Zawodnik             | Zespół | Czas       |
| --- | -------------------- | ------ | ---------- |
| 1   | Jonathan Castroviejo | MOV    | 4h 57' 31" |
| 2   | Nairo Quintana       | MOV    | + 0"       |
| 3   | Javier Moreno        | MOV    | + 0"       |
|     |                      |        |            |
| 34  | Rafał Majka          | SBS    | + 14"      |
| 69  | Tomasz Marczyński    | VCD    | + 35"      |
| 71  | Maciej Bodnar        | LIQ    | + 41"      |
| 86  | Przemysław Niemiec   | LAM    | + 54"      |
| 114 | Maciej Paterski      | LIQ    | + 1' 07"   |

### Etap 3 – 20.08: Oion > Arrate, 155,3 km
| #   | Zawodnik           | Zespół | Czas       |
| --- | ------------------ | ------ | ---------- |
| 1   | Alejandro Valverde | MOV    | 3h 49' 37" |
| 2   | Joaquim Rodríguez  | KAT    | + 0"       |
| 3   | Chris Froome       | SKY    | + 0"       |
|     |                    |        |            |
| 15  | Tomasz Marczyński  | VCD    | + 27"      |
| 17  | Przemysław Niemiec | LAM    | + 47"      |
| 94  | Rafał Majka        | SBS    | + 5' 36"   |
| 95  | Maciej Paterski    | LIQ    | + 5' 36"   |
| 164 | Maciej Bodnar      | LIQ    | + 10' 04"  |

| #   | Zawodnik           | Zespół | Czas       |
| --- | ------------------ | ------ | ---------- |
| 1   | Alejandro Valverde | MOV    | 8h 46' 56" |
| 2   | Beñat Intxausti    | MOV    | + 18"      |
| 3   | Joaquim Rodríguez  | KAT    | + 19"      |
|     |                    |        |            |
| 18  | Tomasz Marczyński  | VCD    | + 1' 14"   |
| 28  | Przemysław Niemiec | LAM    | + 1' 53"   |
| 85  | Rafał Majka        | SBS    | + 6' 02"   |
| 95  | Maciej Paterski    | LIQ    | + 6' 55"   |
| 150 | Maciej Bodnar      | LIQ    | + 10' 57"  |

### Etap 4 – 21.08: Barakaldo > Valdezcaray, 160,6 km
| #   | Zawodnik           | Zespół | Czas        |
| --- | ------------------ | ------ | ----------- |
| 1   | Simon Clarke       | OGE    | 4h 30' 26'” |
| 2   | Tony Martin        | OPQ    | + 2"        |
| 3   | Assan Bazajew      | AST    | + 22"       |
|     |                    |        |             |
| 11  | Przemysław Niemiec | LAM    | + 1' 04"    |
| 12  | Tomasz Marczyński  | VCD    | + 1' 04"    |
| 45  | Rafał Majka        | SBS    | + 1' 59"    |
| 165 | Maciej Paterski    | LIQ    | + 15' 42"   |
| 166 | Maciej Bodnar      | LIQ    | + 15' 42"   |

| #   | Zawodnik           | Zespół | Czas        |
| --- | ------------------ | ------ | ----------- |
| 1   | Joaquim Rodríguez  | KAT    | 13h 18' 45" |
| 2   | Chris Froome       | SKY    | + 1"        |
| 3   | Alberto Contador   | STB    | + 5"        |
|     |                    |        |             |
| 15  | Tomasz Marczyński  | VCD    | + 55"       |
| 21  | Przemysław Niemiec | LAM    | + 1' 34"    |
| 54  | Rafał Majka        | SBS    | + 6' 38"    |
| 125 | Maciej Paterski    | LIQ    | + 21' 14"   |
| 158 | Maciej Bodnar      | LIQ    | + 25' 16"   |

### Etap 5 – 22.08: Logroño > Logroño, 168 km
| #   | Zawodnik           | Zespół | Czas       |
| --- | ------------------ | ------ | ---------- |
| 1   | John Degenkolb     | ARG    | 4h 10' 37" |
| 2   | Daniele Bennati    | RNT    | + 0"       |
| 3   | Gianni Meersman    | LTB    | + 0"       |
|     |                    |        |            |
| 42  | Maciej Paterski    | LIQ    | + 0"       |
| 55  | Tomasz Marczyński  | VCD    | + 0"       |
| 73  | Przemysław Niemiec | LAM    | + 0"       |
| 128 | Maciej Bodnar      | LIQ    | + 0"       |
| 138 | Rafał Majka        | SBS    | + 0"       |

| #   | Zawodnik           | Zespół | Czas        |
| --- | ------------------ | ------ | ----------- |
| 1   | Joaquim Rodríguez  | KAT    | 17h 29' 22" |
| 2   | Chris Froome       | SKY    | + 1"        |
| 3   | Alberto Contador   | STB    | + 5"        |
|     |                    |        |             |
| 15  | Tomasz Marczyński  | VCD    | + 55"       |
| 21  | Przemysław Niemiec | LAM    | + 1' 34"    |
| 56  | Rafał Majka        | SBS    | + 6' 38"    |
| 123 | Maciej Paterski    | LIQ    | + 21' 14"   |
| 155 | Maciej Bodnar      | LIQ    | + 25' 16"   |

### Etap 6 – 23.08: Logroño > Logroño, 175,4 km
| #   | Zawodnik           | Zespół | Czas       |
| --- | ------------------ | ------ | ---------- |
| 1   | Joaquim Rodríguez  | KAT    | 4h 15' 56" |
| 2   | Chris Froome       | SKY    | + 5"       |
| 3   | Alejandro Valverde | MOV    | + 10"      |
|     |                    |        |            |
| 14  | Przemysław Niemiec | LAM    | + 44"      |
| 16  | Tomasz Marczyński  | VCD    | + 47"      |
| 83  | Rafał Majka        | SBS    | + 7' 17"   |
| 117 | Maciej Paterski    | LIQ    | + 10' 32"  |
| 174 | Maciej Bodnar      | LIQ    | + 18' 54"  |

| #   | Zawodnik           | Zespół | Czas        |
| --- | ------------------ | ------ | ----------- |
| 1   | Joaquim Rodríguez  | KAT    | 22h 04' 32" |
| 2   | Chris Froome       | SKY    | + 10"       |
| 3   | Alberto Contador   | STB    | + 36"       |
|     |                    |        |             |
| 13  | Tomasz Marczyński  | VCD    | + 1' 54"    |
| 20  | Przemysław Niemiec | LAM    | + 2' 30"    |
| 59  | Rafał Majka        | SBS    | + 14' 28"   |
| 111 | Maciej Paterski    | LIQ    | + 31' 58"   |
| 168 | Maciej Bodnar      | LIQ    | + 44' 22"   |

### Etap 7 – 24.08: Jaca – Motorland, 164,2 km
| #   | Zawodnik           | Zespół | Czas       |
| --- | ------------------ | ------ | ---------- |
| 1   | John Degenkolb     | ARG    | 3h 48' 30" |
| 2   | Elia Viviani       | LIQ    | + 0"       |
| 3   | Allan Davis        | OGE    | + 0"       |
|     |                    |        |            |
| 28  | Maciej Bodnar      | LIQ    | + 2"       |
| 38  | Przemysław Niemiec | LAM    | + 2"       |
| 44  | Tomasz Marczyński  | VCD    | + 2"       |
| 77  | Maciej Paterski    | LIQ    | + 41"      |
| 141 | Rafał Majka        | SBS    | + 3' 38"   |

| #   | Zawodnik           | Zespół | Czas        |
| --- | ------------------ | ------ | ----------- |
| 1   | Joaquim Rodríguez  | KAT    | 25h 53' 04" |
| 2   | Chris Froome       | SKY    | + 10"       |
| 3   | Alberto Contador   | STB    | + 36"       |
|     |                    |        |             |
| 13  | Tomasz Marczyński  | VCD    | + 1' 54"    |
| 18  | Przemysław Niemiec | LAM    | + 2' 30"    |
| 63  | Rafał Majka        | SBS    | + 18' 04"   |
| 104 | Maciej Paterski    | LIQ    | + 32' 37"   |
| 155 | Maciej Bodnar      | LIQ    | + 44' 10"   |

### Etap 8 – 25.08: Lleida > Coll de la Gallina, 174,7 km
| #   | Zawodnik           | Zespół | Czas       |
| --- | ------------------ | ------ | ---------- |
| 1   | Alejandro Valverde | MOV    | 4h 06' 39" |
| 2   | Joaquim Rodríguez  | KAT    | + 0"       |
| 3   | Alberto Contador   | STB    | + 0"       |
|     |                    |        |            |
| 10  | Przemysław Niemiec | LAM    | + 42"      |
| 16  | Tomasz Marczyński  | VCD    | + 1' 24"   |
| 24  | Rafał Majka        | SBS    | + 1' 47"   |
| 114 | Maciej Paterski    | LIQ    | + 14' 49"  |
| 184 | Maciej Bodnar      | LIQ    | + 21' 06"  |

| #   | Zawodnik           | Zespół | Czas         |
| --- | ------------------ | ------ | ------------ |
| 1   | Joaquim Rodríguez  | KAT    | 29h 59' 35'” |
| 2   | Chris Froome       | SKY    | + 33"        |
| 3   | Alberto Contador   | STB    | + 40"        |
|     |                    |        |              |
| 11  | Przemysław Niemiec | LAM    | + 3' 20"     |
| 13  | Tomasz Marczyński  | VCD    | + 3' 26"     |
| 47  | Rafał Majka        | SBS    | + 19' 59"    |
| 109 | Maciej Paterski    | LIQ    | + 47' 34"    |
| 166 | Maciej Bodnar      | LIQ    | + 1h 05' 24" |

### Etap 9 – 26.08: Andorra > Barcelona, 164,2 km
| #   | Zawodnik           | Zespół | Czas       |
| --- | ------------------ | ------ | ---------- |
| 1   | Philippe Gilbert   | BMC    | 4h 45' 28" |
| 2   | Joaquim Rodríguez  | KAT    | + 0"       |
| 3   | Paolo Tiralongo    | AST    | + 7"       |
|     |                    |        |            |
| 4   | Tomasz Marczyński  | VCD    | + 9"       |
| 12  | Przemysław Niemiec | LAM    | + 12"      |
| 75  | Maciej Paterski    | LIQ    | + 1' 04"   |
| 85  | Rafał Majka        | SBS    | + 1' 35"   |
| 112 | Maciej Bodnar      | LIQ    | + 2' 54"   |

| #   | Zawodnik           | Zespół | Czas        |
| --- | ------------------ | ------ | ----------- |
| 1   | Joaquim Rodríguez  | KAT    | 34h 44' 55" |
| 2   | Chris Froome       | SKY    | + 53"       |
| 3   | Alberto Contador   | STB    | + 1' 00"    |
|     |                    |        |             |
| 11  | Przemysław Niemiec | LAM    | + 3' 40"    |
| 13  | Tomasz Marczyński  | VCD    | + 3' 43"    |
| 46  | Rafał Majka        | SBS    | + 21' 42"   |
| 100 | Maciej Paterski    | LIQ    | + 48' 46"   |
| 159 | Maciej Bodnar      | LIQ    | + 1h 8' 26" |

### Etap 10 – 28.08: Ponteareas > Sanxenxo, 190 km
| #   | Zawodnik           | Zespół | Czas       |
| --- | ------------------ | ------ | ---------- |
| 1   | John Degenkolb     | ARG    | 4h 47' 24" |
| 2   | Nacer Bouhanni     | FDJ    | + 0"       |
| 3   | Daniele Bennati    | RNT    | + 0"       |
|     |                    |        |            |
| 53  | Przemysław Niemiec | LAM    | + 4"       |
| 82  | Tomasz Marczyński  | VCD    | + 4"       |
| 88  | Maciej Paterski    | LIQ    | + 4"       |
| 132 | Maciej Bodnar      | LIQ    | + 1' 42"   |
| 174 | Rafał Majka        | SBS    | + 3' 49"   |

| #   | Zawodnik           | Zespół | Czas         |
| --- | ------------------ | ------ | ------------ |
| 1   | Joaquim Rodríguez  | KAT    | 39h 32' 23"  |
| 2   | Chris Froome       | SKY    | + 53"        |
| 3   | Alberto Contador   | STB    | + 1' 00"     |
|     |                    |        |              |
| 11  | Przemysław Niemiec | LAM    | + 3' 40"     |
| 13  | Tomasz Marczyński  | VCD    | + 3' 43"     |
| 50  | Rafał Majka        | SBS    | + 25' 27"    |
| 94  | Maciej Paterski    | LIQ    | + 48' 46"    |
| 156 | Maciej Bodnar      | LIQ    | + 1h 10' 04" |

### Etap 11 – 29.08: Cambados > Pontevedra, 39,4 km
| #  | Zawodnik           | Zespół | Czas     |
| -- | ------------------ | ------ | -------- |
| 1  | Fredrik Kessiakoff | AST    | 52' 36   |
| 2  | Alberto Contador   | STB    | + 17"    |
| 3  | Chris Froome       | SKY    | + 39"    |
|    |                    |        |          |
| 26 | Maciej Bodnar      | LIQ    | + 2' 38" |
| 43 | Tomasz Marczyński  | VCD    | + 3' 25" |
| 59 | Przemysław Niemiec | LAM    | + 4' 01" |
| 84 | Rafał Majka        | SBS    | + 4' 59" |
| 99 | Maciej Paterski    | LIQ    | + 5' 24" |

| #   | Zawodnik           | Zespół | Czas         |
| --- | ------------------ | ------ | ------------ |
| 1   | Joaquim Rodríguez  | KAT    | 40h 26' 15"  |
| 2   | Alberto Contador   | STB    | + 1"         |
| 3   | Chris Froome       | SKY    | + 16"        |
|     |                    |        |              |
| 13  | Tomasz Marczyński  | VCD    | + 5' 52"     |
| 18  | Przemysław Niemiec | LAM    | + 6' 25"     |
| 50  | Rafał Majka        | SBS    | + 29' 10"    |
| 95  | Maciej Paterski    | LIQ    | + 52' 54"    |
| 152 | Maciej Bodnar      | LIQ    | + 1h 11' 26" |

### Etap 12 – 30.08: Vilagarcía > Mirador de Ezaro, 184,6 km
| #   | Zawodnik           | Zespół | Czas       |
| --- | ------------------ | ------ | ---------- |
| 1   | Joaquim Rodríguez  | KAT    | 4h 24' 32" |
| 2   | Alberto Contador   | STB    | + 8"       |
| 3   | Alejandro Valverde | MOV    | + 13"      |
|     |                    |        |            |
| 9   | Przemysław Niemiec | LAM    | + 33"      |
| 21  | Tomasz Marczyński  | VCD    | + 57"      |
| 68  | Maciej Paterski    | LIQ    | + 2' 26"   |
| 74  | Rafał Majka        | SBS    | + 2' 41"   |
| 160 | Maciej Bodnar      | LIQ    | + 5' 29"   |

| #   | Zawodnik           | Zespół | Czas         |
| --- | ------------------ | ------ | ------------ |
| 1   | Joaquim Rodríguez  | KAT    | 44h 50' 35"  |
| 2   | Alberto Contador   | STB    | + 13"        |
| 3   | Chris Froome       | SKY    | + 51"        |
|     |                    |        |              |
| 16  | Tomasz Marczyński  | VCD    | + 7' 01"     |
| 18  | Przemysław Niemiec | LAM    | + 7' 10"     |
| 50  | Rafał Majka        | SBS    | + 32' 03"    |
| 92  | Maciej Paterski    | LIQ    | + 55' 32"    |
| 150 | Maciej Bodnar      | LIQ    | + 1h 17' 07" |

### Etap 13 – 31.08: Santiago de Compostela > Ferrol, 172,8 km
| #   | Zawodnik            | Zespół | Czas       |
| --- | ------------------- | ------ | ---------- |
| 1   | Steve Cummings      | BMC    | 4h 05' 02" |
| 2   | Cameron Meyer       | OGE    | + 4"       |
| 3   | Juan Antonio Flecha | SKY    | + 4"       |
|     |                     |        |            |
| 31  | Tomasz Marczyński   | VCD    | + 40"      |
| 38  | Przemysław Niemiec  | LAM    | + 40"      |
| 74  | Maciej Paterski     | LIQ    | + 40"      |
| 108 | Maciej Bodnar       | LIQ    | + 40"      |
| 114 | Rafał Majka         | SBS    | + 40"      |

| #   | Zawodnik           | Zespół | Czas         |
| --- | ------------------ | ------ | ------------ |
| 1   | Joaquim Rodríguez  | KAT    | 48h 56' 17"  |
| 2   | Alberto Contador   | STB    | + 13"        |
| 3   | Chris Froome       | SKY    | + 51"        |
|     |                    |        |              |
| 16  | Tomasz Marczyński  | VCD    | + 7' 01"     |
| 18  | Przemysław Niemiec | LAM    | + 7' 10"     |
| 49  | Rafał Majka        | SBS    | + 32' 03"    |
| 87  | Maciej Paterski    | LIQ    | + 55' 32"    |
| 140 | Maciej Bodnar      | LIQ    | + 1h 17' 07" |

### Etap 14 – 01.09: Palas do Rei > Los Ancares, 149,2 km
| #   | Zawodnik           | Zespół | Czas       |
| --- | ------------------ | ------ | ---------- |
| 1   | Joaquim Rodríguez  | KAT    | 4h 10' 28" |
| 2   | Alberto Contador   | STB    | + 5"       |
| 3   | Alejandro Valverde | MOV    | + 13"      |
|     |                    |        |            |
| 9   | Tomasz Marczyński  | VCD    | + 1' 13"   |
| 12  | Przemysław Niemiec | LAM    | + 1' 26"   |
| 13  | Rafał Majka        | SBS    | + 1' 51"   |
| 99  | Maciej Paterski    | LIQ    | + 19' 32"  |
| 129 | Maciej Bodnar      | LIQ    | + 25' 31"  |

| #   | Zawodnik           | Zespół | Czas         |
| --- | ------------------ | ------ | ------------ |
| 1   | Joaquim Rodríguez  | KAT    | 53h 06' 33"  |
| 2   | Alberto Contador   | STB    | + 22"        |
| 3   | Chris Froome       | SKY    | + 1' 41"     |
|     |                    |        |              |
| 11  | Tomasz Marczyński  | VCD    | + 8' 26"     |
| 12  | Przemysław Niemiec | LAM    | + 8' 48"     |
| 39  | Rafał Majka        | SBS    | + 34' 06"    |
| 90  | Maciej Paterski    | LIQ    | + 1h 15' 16" |
| 143 | Maciej Bodnar      | LIQ    | + 1h 42' 50" |

### Etap 15 – 02.09: La Robla > Lagos de Covadonga, 186,5 km
| #   | Zawodnik           | Zespół | Czas       |
| --- | ------------------ | ------ | ---------- |
| 1   | Antonio Piedra     | CJR    | 5h 01' 23" |
| 2   | Rubén Pérez        | EUS    | + 2' 02"   |
| 3   | Lloyd Mondory      | ALM    | + 2' 02"   |
|     |                    |        |            |
| 16  | Tomasz Marczyński  | VCD    | + 10' 00"  |
| 21  | Przemysław Niemiec | LAM    | + 10' 00"  |
| 48  | Rafał Majka        | SBS    | + 15' 10"  |
| 137 | Maciej Bodnar      | LIQ    | + 26' 22   |
| 138 | Maciej Paterski    | LIQ    | + 26' 22   |

| #   | Zawodnik           | Zespół | Czas         |
| --- | ------------------ | ------ | ------------ |
| 1   | Joaquim Rodríguez  | KAT    | 58h 17' 21"  |
| 2   | Alberto Contador   | STB    | + 21"        |
| 3   | Alejandro Valverde | MOV    | + 1' 41"     |
|     |                    |        |              |
| 11  | Tomasz Marczyński  | VCD    | + 9' 01"     |
| 12  | Przemysław Niemiec | LAM    | + 9' 23"     |
| 38  | Rafał Majka        | SBS    | + 39' 51"    |
| 96  | Maciej Paterski    | LIQ    | + 1h 32' 13" |
| 147 | Maciej Bodnar      | LIQ    | + 1h 59' 47" |

### Etap 16 – 03.09: Gijón > Cuitu Negro, 183,5 km
| #   | Zawodnik           | Zespół | Czas       |
| --- | ------------------ | ------ | ---------- |
| 1   | Dario Cataldo      | OPQ    | 5h 18' 28" |
| 2   | Thomas De Gendt    | VCD    | + 7"       |
| 3   | Joaquim Rodríguez  | KAT    | + 2' 39"   |
|     |                    |        |            |
| 16  | Tomasz Marczyński  | VCD    | + 6' 07"   |
| 22  | Przemysław Niemiec | LAM    | + 7' 46"   |
| 33  | Rafał Majka        | SBS    | + 11' 11"  |
| 89  | Maciej Paterski    | LIQ    | + 26' 56"  |
| 148 | Maciej Bodnar      | LIQ    | + 32' 51"  |

| #   | Zawodnik           | Zespół | Czas         |
| --- | ------------------ | ------ | ------------ |
| 1   | Joaquim Rodríguez  | KAT    | 63h 38' 24"  |
| 2   | Alberto Contador   | STB    | + 28"        |
| 3   | Alejandro Valverde | MOV    | + 2' 04"     |
|     |                    |        |              |
| 11  | Tomasz Marczyński  | VCD    | + 12' 33"    |
| 15  | Przemysław Niemiec | LAM    | + 14' 34"    |
| 36  | Rafał Majka        | SBS    | + 48' 27"    |
| 92  | Maciej Paterski    | LIQ    | + 1h 56' 34" |
| 144 | Maciej Bodnar      | LIQ    | + 2h 30' 03" |

### Etap 17 – 05.09: Santander > Fuente Dé, 177 km
| #  | Zawodnik           | Zespół | Czas       |
| -- | ------------------ | ------ | ---------- |
| 1  | Alberto Contador   | STB    | 4h 29' 20" |
| 2  | Alejandro Valverde | MOV    | + 6"       |
| 3  | Sergio Henao       | SKY    | + 6"       |
|    |                    |        |            |
| 17 | Przemysław Niemiec | LAM    | + 4' 48"   |
| 22 | Tomasz Marczyński  | VCD    | + 4' 48"   |
| 47 | Rafał Majka        | SBS    | + 12' 31"  |
| 67 | Maciej Paterski    | LIQ    | + 20' 51"  |
| 88 | Maciej Bodnar      | LIQ    | + 20' 51"  |

| #   | Zawodnik           | Zespół | Czas         |
| --- | ------------------ | ------ | ------------ |
| 1   | Alberto Contador   | STB    | 68h 07' 54"  |
| 2   | Alejandro Valverde | MOV    | + 1' 52"     |
| 3   | Joaquim Rodríguez  | KAT    | + 2' 28"     |
|     |                    |        |              |
| 13  | Tomasz Marczyński  | VCD    | + 17' 11"    |
| 17  | Przemysław Niemiec | LAM    | + 19' 13"    |
| 35  | Rafał Majka        | SBS    | + 1h 00' 48" |
| 95  | Maciej Paterski    | LIQ    | + 2h 17' 15" |
| 146 | Maciej Bodnar      | LIQ    | + 2h 50' 43" |

### Etap 18 – 06.09: Aguilar de Campoo > Valladolid, 204,5 km
| #  | Zawodnik           | Zespół | Czas       |
| -- | ------------------ | ------ | ---------- |
| 1  | Daniele Bennati    | RNT    | 4h 17' 17" |
| 2  | Ben Swift          | SKY    | + 0"       |
| 3  | Allan Davis        | OGE    | + 0"       |
|    |                    |        |            |
| 29 | Tomasz Marczyński  | VCD    | + 10"      |
| 57 | Przemysław Niemiec | LAM    | + 10"      |
| 89 | Rafał Majka        | SBS    | + 10"      |
| 83 | Maciej Paterski    | LIQ    | + 10"      |
| 94 | Maciej Bodnar      | LIQ    | + 35"      |

| #   | Zawodnik           | Zespół | Czas         |
| --- | ------------------ | ------ | ------------ |
| 1   | Alberto Contador   | STB    | 72h 25' 21"  |
| 2   | Alejandro Valverde | MOV    | + 1' 52"     |
| 3   | Joaquim Rodríguez  | KAT    | + 2' 28"     |
|     |                    |        |              |
| 13  | Tomasz Marczyński  | VCD    | + 17' 11"    |
| 17  | Przemysław Niemiec | LAM    | + 19' 13"    |
| 33  | Rafał Majka        | SBS    | + 1h 00' 48" |
| 93  | Maciej Paterski    | LIQ    | + 2h 17' 15" |
| 144 | Maciej Bodnar      | LIQ    | + 2h 51' 08" |

### Etap 19 – 07.09: Peñafiel > La Lastrilla, 178,4 km
| #   | Zawodnik           | Zespół | Czas       |
| --- | ------------------ | ------ | ---------- |
| 1   | Philippe Gilbert   | BMC    | 4h 56' 25" |
| 2   | Alejandro Valverde | MOV    | + 0"       |
| 3   | Daniel Moreno      | KAT    | + 0"       |
|     |                    |        |            |
| 13  | Przemysław Niemiec | LAM    | + 3"       |
| 26  | Maciej Paterski    | LIQ    | + 17"      |
| 39  | Tomasz Marczyński  | VCD    | + 1' 06"   |
| 75  | Rafał Majka        | SBS    | + 3' 22"   |
| 125 | Maciej Bodnar      | LIQ    | + 4' 05"   |

| #   | Zawodnik           | Zespół | Czas         |
| --- | ------------------ | ------ | ------------ |
| 1   | Alberto Contador   | STB    | 77h 21' 49"  |
| 2   | Alejandro Valverde | MOV    | + 1' 35"     |
| 3   | Joaquim Rodríguez  | KAT    | + 2' 21"     |
|     |                    |        |              |
| 14  | Tomasz Marczyński  | VCD    | + 18' 14"    |
| 15  | Przemysław Niemiec | LAM    | + 19' 13"    |
| 34  | Rafał Majka        | SBS    | + 1h 04' 07  |
| 90  | Maciej Paterski    | LIQ    | + 2h 17' 29" |
| 144 | Maciej Bodnar      | LIQ    | + 2h 55' 10" |

### Etap 20 – 08.09: Peñafiel > La Lastrilla, 170,7 km
| #   | Zawodnik           | Zespół | Czas       |
| --- | ------------------ | ------ | ---------- |
| 1   | Denis Mienszow     | KAT    | 4h 48' 48" |
| 2   | Richie Porte       | SKY    | + 17"      |
| 3   | Kevin De Weert     | OPQ    | + 42"      |
|     |                    |        |            |
| 26  | Tomasz Marczyński  | VCD    | + 5' 15"   |
| 29  | Rafał Majka        | SBS    | + 5' 50"   |
| 30  | Przemysław Niemiec | LAM    | + 5' 51"   |
| 78  | Maciej Paterski    | LIQ    | + 15' 26"  |
| 117 | Maciej Bodnar      | LIQ    | + 21' 12"  |

| #   | Zawodnik           | Zespół | Czas         |
| --- | ------------------ | ------ | ------------ |
| 1   | Alberto Contador   | STB    | 82h 14' 52"  |
| 2   | Alejandro Valverde | MOV    | + 1' 16"     |
| 3   | Joaquim Rodríguez  | KAT    | + 1' 37"     |
|     |                    |        |              |
| 13  | Tomasz Marczyński  | VCD    | + 19' 14"    |
| 15  | Przemysław Niemiec | LAM    | + 20' 48"    |
| 32  | Rafał Majka        | SBS    | + 1h 05' 42" |
| 87  | Maciej Paterski    | LIQ    | + 2h 28' 40" |
| 115 | Maciej Bodnar      | LIQ    | + 3h 12' 07" |

### Etap 21 – 09.09: Cercedilla > Madryt, 115 km
| #   | Zawodnik           | Zespół | Czas       |
| --- | ------------------ | ------ | ---------- |
| 1   | John Degenkolb     | ARG    | 2h 44' 57" |
| 2   | Elia Viviani       | LIQ    | + 0"       |
| 3   | Daniele Bennati    | RNT    | + 0"       |
|     |                    |        |            |
| 46  | Tomasz Marczyński  | VCD    | + 0"       |
| 48  | Przemysław Niemiec | LAM    | + 0"       |
| 50  | Maciej Bodnar      | LIQ    | + 0"       |
| 86  | Rafał Majka        | SBS    | + 0"       |
| 146 | Maciej Paterski    | LIQ    | + 0"       |

| #   | Zawodnik           | Zespół | Czas         |
| --- | ------------------ | ------ | ------------ |
| 1   | Alberto Contador   | STB    | 84h 59' 49   |
| 2   | Alejandro Valverde | MOV    | + 1' 16"     |
| 3   | Joaquim Rodríguez  | KAT    | + 1' 37"     |
|     |                    |        |              |
| 13  | Tomasz Marczyński  | VCD    | + 19' 14"    |
| 15  | Przemysław Niemiec | LAM    | + 20' 48"    |
| 32  | Rafał Majka        | SBS    | + 1h 05' 42" |
| 89  | Maciej Paterski    | LIQ    | + 2h 29' 16" |
| 138 | Maciej Bodnar      | LIQ    | + 3h 12' 07" |

## Posiadacze koszulek po poszczególnych etapach
| Etap                 | Zwycięzca            | Klasyfikacja Generalna | Klasyfikacja Punktowa | Klasyfikacja Górska | Klasyfikacja Kombinowana | Klasyfikacja Drużynowa |
| -------------------- | -------------------- | ---------------------- | --------------------- | ------------------- | ------------------------ | ---------------------- |
| 1                    | Movistar Team        | Jonathan Castroviejo   | –                     | –                   | –                        | Movistar Team          |
| 2                    | John Degenkolb       | Jonathan Castroviejo   | John Degenkolb        | Javier Chacón       | Javier Chacón            | Movistar Team          |
| 3                    | Alejandro Valverde   | Alejandro Valverde     | Alejandro Valverde    | Pim Ligthart        | Alejandro Valverde       | Movistar Team          |
| 4                    | Simon Clarke         | Joaquim Rodríguez      | Simon Clarke          | Simon Clarke        | Joaquim Rodríguez        | Rabobank Cycling Team  |
| 5                    | John Degenkolb       | Joaquim Rodríguez      | John Degenkolb        | Simon Clarke        | Joaquim Rodríguez        | Rabobank Cycling Team  |
| 6                    | Joaquim Rodríguez    | Joaquim Rodríguez      | John Degenkolb        | Simon Clarke        | Joaquim Rodríguez        | Sky Procycling         |
| 7                    | John Degenkolb       | Joaquim Rodríguez      | John Degenkolb        | Simon Clarke        | Joaquim Rodríguez        | Sky Procycling         |
| 8                    | Alejandro Valverde   | Joaquim Rodríguez      | John Degenkolb        | Alejandro Valverde  | Joaquim Rodríguez        | Rabobank Cycling Team  |
| 9                    | Philippe Gilbert     | Joaquim Rodríguez      | Joaquim Rodríguez     | Alejandro Valverde  | Joaquim Rodríguez        | Rabobank Cycling Team  |
| 10                   | John Degenkolb       | Joaquim Rodríguez      | John Degenkolb        | Alejandro Valverde  | Joaquim Rodríguez        | Rabobank Cycling Team  |
| 11                   | Fredrik Kessiakoff   | Joaquim Rodríguez      | John Degenkolb        | Alejandro Valverde  | Joaquim Rodríguez        | Rabobank Cycling Team  |
| 12                   | Joaquim Rodríguez    | Joaquim Rodríguez      | Joaquim Rodríguez     | Alejandro Valverde  | Joaquim Rodríguez        | Rabobank Cycling Team  |
| 13                   | Steve Cummings       | Joaquim Rodríguez      | Joaquim Rodríguez     | Alejandro Valverde  | Joaquim Rodríguez        | Rabobank Cycling Team  |
| 14                   | Joaquim Rodríguez    | Joaquim Rodríguez      | Joaquim Rodríguez     | Simon Clarke        | Joaquim Rodríguez        | Rabobank Cycling Team  |
| 15                   | Antonio Piedra       | Joaquim Rodríguez      | Joaquim Rodríguez     | Simon Clarke        | Joaquim Rodríguez        | Team Movistar          |
| 16                   | Dario Cataldo        | Joaquim Rodríguez      | Joaquim Rodríguez     | Simon Clarke        | Joaquim Rodríguez        | Team Movistar          |
| 17                   | Alberto Contador     | Alberto Contador       | Joaquim Rodríguez     | Simon Clarke        | Joaquim Rodríguez        | Team Movistar          |
| 18                   | Daniele Bennati      | Alberto Contador       | Joaquim Rodríguez     | Simon Clarke        | Joaquim Rodríguez        | Team Movistar          |
| 19                   | Philippe Gilbert     | Alberto Contador       | Joaquim Rodríguez     | Simon Clarke        | Joaquim Rodríguez        | Team Movistar          |
| 20                   | Denis Mienszow       | Alberto Contador       | Joaquim Rodríguez     | Simon Clarke        | Joaquim Rodríguez        | Team Movistar          |
| 21                   | John Degenkolb       | Alberto Contador       | Joaquim Rodríguez     | Simon Clarke        | Joaquim Rodríguez        | Team Movistar          |
| Klasyfikacja końcowa | Klasyfikacja końcowa | Alberto Contador       | Alejandro Valverde    | Simon Clarke        | Alejandro Valverde       | Team Movistar          |

## Klasyfikacje
|    | Zawodnik           | Zespół                      | Czas        |
| -- | ------------------ | --------------------------- | ----------- |
| 1  | Alberto Contador   | Team Saxo Bank-Tinkoff Bank | 84h 59' 49" |
| 2  | Alejandro Valverde | Movistar Team               | + 1' 16"    |
| 3  | Joaquim Rodríguez  | Team Katusha                | + 1' 37"    |
| 4  | Christopher Froome | Sky Procycling              | + 10' 16"   |
| 5  | Daniel Moreno      | Team Katusha                | + 11' 29"   |
| 6  | Robert Gesink      | Rabobank Cycling Team       | + 12' 23"   |
| 7  | Andrew Talansky    | Garmin-Sharp                | + 13' 28"   |
| 8  | Laurens ten Dam    | Rabobank Cycling Team       | + 13' 41"   |
| 9  | Igor Antón         | Euskaltel-Euskadi           | + 14' 01"   |
| 10 | Beñat Intxausti    | Movistar Team               | + 16' 13"   |

|    | Zawodnik           | Zespół                       | Punkty |
| -- | ------------------ | ---------------------------- | ------ |
| 1  | Alejandro Valverde | Team Movistar                | 199    |
| 2  | Joaquim Rodríguez  | Team Katusha                 | 193    |
| 3  | Alberto Contador   | Team Saxo Bank-Tinkoff Bank  | 161    |
| 4  | John Degenkolb     | Argos-Shimano                | 149    |
| 5  | Daniele Bennati    | RadioShack-Nissan-Trek       | 107    |
| 6  | Christopher Froome | Sky Procycling               | 93     |
| 7  | Allan Davis        | Orica-GreenEDGE Cycling Team | 84     |
| 8  | Elia Viviani       | Liquigas-Cannondale          | 79     |
| 9  | Lloyd Mondory      | Ag2r-La Mondiale             | 74     |
| 10 | Daniel Moreno      | Team Katusha                 | 72     |

|    | Zawodnik           | Zespół                      | Punkty |
| -- | ------------------ | --------------------------- | ------ |
| 1  | Simon Clarke       | Orica-GreenEDGE             | 63     |
| 2  | David de la Fuente | Caja Rural                  | 40     |
| 3  | Joaquim Rodríguez  | Team Katusha                | 36     |
| 4  | Thomas De Gendt    | Vacansoleil-DCM             | 33     |
| 5  | Alejandro Valverde | Movistar Team               | 31     |
| 6  | Alberto Contador   | Team Saxo Bank-Tinkoff Bank | 28     |
| 7  | Dario Cataldo      | Omega Pharma-Quick Step     | 27     |
| 8  | Richie Porte       | Sky Procycling              | 21     |
| 9  | Dienis Mieńszow    | Team Katusha                | 20     |
| 10 | David Moncoutié    | Cofidis                     | 18     |

|    | Zawodnik           | Zespół                      | Punkty |
| -- | ------------------ | --------------------------- | ------ |
| 1  | Alejandro Valverde | Team Movistar               | 8      |
| 2  | Joaquim Rodríguez  | Team Katusha                | 8      |
| 3  | Alberto Contador   | Team Saxo Bank-Tinkoff Bank | 10     |
| 4  | Christopher Froome | Sky Procycling              | 30     |
| 5  | Daniel Moreno      | Team Katusha                | 48     |
| 6  | Nicolas Roche      | Ag2r-La Mondiale            | 65     |
| 7  | Eros Capecchi      | Liquigas-Cannondale         | 79     |
| 8  | Thomas De Gendt    | Vacansoleil-DCM             | 80     |
| 9  | Dario Cataldo      | Omega Pharma-Quick Step     | 85     |
| 10 | Sergio Henao       | Sky Procycling              | 88     |

### Klasyfikacja drużynowa
|    | Zespół                      | Czas         |
| -- | --------------------------- | ------------ |
| 1  | Team Movistar               | 254h 52′ 49" |
| 2  | Euskaltel-Euskadi           | + 9' 40"     |
| 3  | Ag2r-La Mondiale            | + 20' 19″    |
| 4  | Rabobank Cycling Team       | + 23' 48"    |
| 5  | Sky Procycling              | + 26' 55"    |
| 6  | Team Katusha                | + 36' 07"    |
| 7  | Lampre-ISD                  | + 53' 00″    |
| 8  | Team Saxo Bank-Tinkoff Bank | + 1h 01' 11" |
| 9  | RadioShack-Nissan-Trek      | + 1h 17' 34" |
| 10 | Caja Rural                  | + 1h 25' 10" |